# David West (Basketballspieler)
David Moorer West (* 29. August 1980 in Teaneck, New Jersey) ist ein ehemaliger US-amerikanischer Basketballspieler, der zuletzt für die Golden State Warriors aktiv war.

## Karriere
Obwohl West in New Jersey aufgewachsen ist, besuchte er die Garner High School in Garner, North Carolina und die Hargrave Military Academy in Chatham, Virginia. Die Xavier University in Cincinnati schloss er mit einem Bachelor of Arts im Fach Communications ab.

### New Orleans Hornets
West wurde von den New Orleans Hornets in der ersten Runde gedraftet, Platz 18 insgesamt im NBA-Draft 2003. In der Saison 2005/06 wurde er auf Platz 2 des NBA Most Improved Player Award gewählt. Zwischen 2006 und 2011 hatte West seine besten Zeit in New Orleans und erzielte im Schnitt 20 Punkte und 8 Rebounds. 2008 und 2009 wurde er als Reservespieler für die NBA All-Star Games ausgewählt. In acht Jahren bei New Orleans erreichte er jedoch nur dreimal die Playoffs. Mit 8690 Punkten und 3853 Rebounds, verließ West die Hornets als erfolgreichster Punktesammler und Rebounder der Teamgeschichte.

### Indiana Pacers
Zur Saison 2011/12 verließ West die Hornets und unterschrieb einen Vertrag über 2 Jahre bei den Indiana Pacers. Bei den Pacers erzielte er am 12. Januar 2013 sein erstes Triple-Double mit 14 Punkten, 10 Rebounds und 10 Assist. Im Sommer 2013 verlängerte er seinen Vertrag um drei weitere Jahre.

### San Antonio Spurs
Im Sommer 2015 ließ er seine Spieleroption für die Saison 2015/16 (12,6 Mio. Dollar) bei den Pacers verstreichen, um für das Veteranen-Minimumgehalt von 1,4 Mio. Dollar bei den San Antonio Spurs anzuheuern.

### Golden State Warriors
Am 9. Juli 2016 unterschrieb West bei den Golden State Warriors einen Einjahresvertrag über das Veteranen-Minumum von 980.432 USD. Er verzichtete damit auf rund 11 Millionen Dollar, um den Traum vom späten NBA-Titel zu verfolgen. West entwickelte sich zu einem wichtigen Rollenspieler von der Bank, wobei vor allem seine Qualität als Ballverteiler entscheidend war. Im Januar und Februar 2017 verpasste er 14 Spiele aufgrund eines Bruchs im linken Daumen. Im Comeback-Sieg gegen sein altes Team, die San Antonio Spurs, erzielte West am 29. März 2017 seinen Saison-Bestwert von 15 Punkten und das höchste point differential des Spiels (+23). Nachdem die Warriors 67 Regular-Season-Siege erreichten und anschließend ungeschlagen in die NBA Finals einzogen, spielte West in der Finalserie im Schnitt 11,4 Minuten pro Spiel (4,6 Punkte, 2,0 Rebounds) und half dabei mit, die Cleveland Cavaliers mit 4–1 zu besiegen und am 13. Juni 2017 den Titel zu holen. West holte damit im Alter von 36 Jahren in seiner 14. Saison seinen ersten NBA Titel. Ein Jahr später gewann er erneut die Meisterschaft und beendete seine Karriere.

## Erfolge und Auszeichnungen
- NBA Champion 2017, 2018
- NBA All-Star Game-Teilnahme (2×) 2008, 2009
- AP National Player of the Year 2003
- Oscar Robertson Trophy 2003
- Consensus first-team All-American 2003
- Atlantic 10 Player of the Year (3×) 2001, 2002, 2003
- First-team All-Atlantic 10 (3×) 2001, 2002, 2003
- Nr. 30 wird von der Xavier University nicht mehr vergeben